# Bahnhof Lauterbach (Hess) Nord
Der Bahnhof Lauterbach (Hess) Nord ist heute eine Betriebsstelle der Bahnstrecke Gießen–Fulda auf dem Gemeindegebiet von Lauterbach in  Hessen. Bis zur Stilllegung der Bahnstrecke von Bad Vilbel war er ein Anschlussbahnhof.

## Geschichte

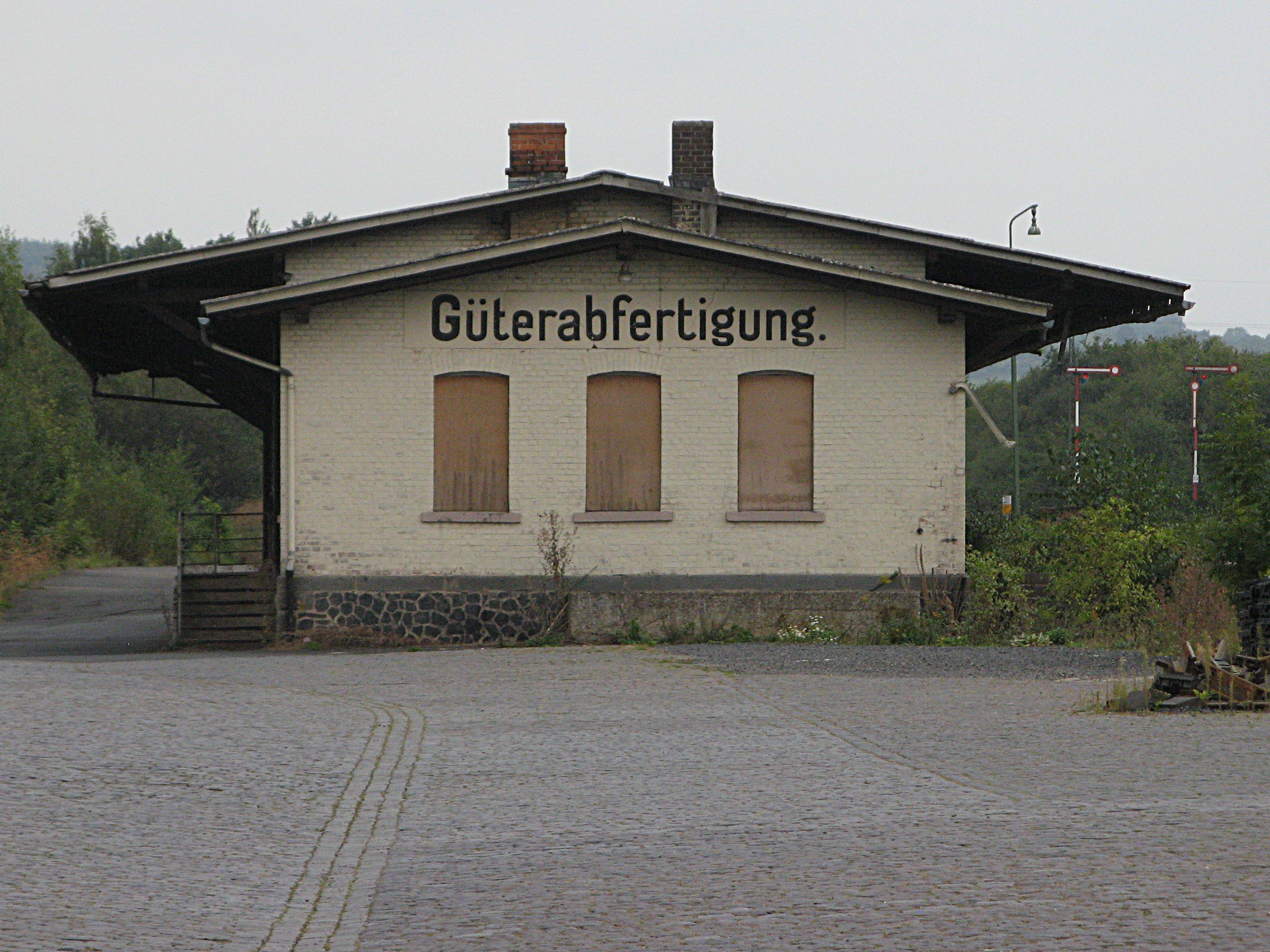
Ehem. Güterabfertigung

Erbaut wurde der Bahnhof im Zuge der Errichtung des Streckenabschnitts Alsfeld–Lauterbach, der am 22. November 1870 eingeweiht wurde. Ab dem 31. Dezember desselben Jahres war auch der folgende Abschnitt nach Bad Salzschlirf fertiggestellt. 1901 wurde die Oberwaldbahn zwischen Lauterbach Nord und Grebenhain eröffnet. Erweiterungen des Bahnhofs fanden in größerem Umfang um 1905 statt, als die Niddertalbahn, in Verlängerung der Oberwaldbahn, die direkte Verbindung nach Frankfurt am Main herstellte.
1975 wurde der Personenverkehr auf der Oberwaldbahn eingestellt, der Güterverkehr sukzessive auch, auf dem letzten Streckenstück bis Lauterbach Süd im Jahr 2001.
Die Hochbauten des Bahnhofs sind Kulturdenkmäler nach dem Hessischen Denkmalschutzgesetz. Die ebenfalls unter Denkmalschutz stehende Fußgängerüberführung nordwestlich des Bahnhofs, eine genietete Eisenkonstruktion, wurde im Zuge der Erweiterung des Gleiskörpers um 1905 verlängert und diente in erster Linie aus Maar kommenden Fußgängern. Am 28. November 2008 wurde sie ohne Rücksprache mit dem Landesamt für Denkmalpflege und der Stadt Lauterbach durch die Deutsche Bahn abgerissen.
Im September 2009 kündigte DB-Vorstandsvorsitzender Rüdiger Grube an, dass die Deutsche Bahn bis 2011 mit einer Gesamtsumme von 24,6 Millionen Euro aus dem Konjunkturprogramm II die Bahnstrecke Fulda–Gießen ausbauen werde. Die Modernisierungsarbeiten dauerten von Mitte Juni 2010 bis Sommer 2011.
Seit dem Fahrplanwechsel 2011/2012 am 11. Dezember 2011 wird der Personenverkehr durch die Hessische Landesbahn GmbH (HLB) mit Dieseltriebwagen des Typs LINT 41 abgewickelt. Seit dem Fahrplanwechsel 2023/2024 werden auch die längeren Dieseltriebwagen des Typs LINT 54 eingesetzt.
Das Bahnhofsgebäude ist Sitz der Geschäftsstelle des Vereins Pro Bahn & Bus e. V. Zum 1. Januar 2014 wurde das Gebäude an privat veräußert.

## Verkehr
Der Lauterbacher Nordbahnhof wird täglich von stündlich verkehrenden Regionalbahnen der Relation Limburg (Lahn)–Weilburg–Wetzlar–Gießen–Alsfeld (Oberhess)–Fulda bedient. In der werktäglichen Hauptverkehrszeit kommen zusätzliche Regionalbahnen der Relation Alsfeld–Fulda hinzu.
Seit dem Fahrplanjahr 2017 am 11. Dezember 2016 verkehren die Züge der Vogelsbergbahn auf die Lahntalbahn durchgebunden als RB 45 statt wie zuvor als RB 35.
| Linie | Verlauf | Takt                                        |
| ----- | --- | ------------------------------------------- |
| RB 45 | Lahntalbahn/Vogelsbergbahn: Limburg (Lahn) – Eschhofen – Kerkerbach – Runkel – Villmar – Arfurt (Lahn) – Aumenau – Fürfurt – Gräveneck – Weilburg – Löhnberg – Stockhausen (Lahn) – Leun/Braunfels – Solms – Albshausen – Wetzlar – Dutenhofen (Kr Wetzlar) – Gießen – Gießen Licher Straße – Großen Buseck – Reiskirchen (Kr Gießen) – (Saasen – Göbelnrod –) (zweistdl) Grünberg – (Lehnheim –) (zweistdl) Mücke (Hess) – (Nieder-Ohmen –) (zweistdl) Burg- und Nieder-Gemünden – Ehringshausen (Oberhess) – Zell-Romrod – Alsfeld (Oberhess) – Lauterbach (Hess) Nord – Angersbach – Bad Salzschlirf – Großenlüder – Oberbimbach – Fulda Stand: Fahrplanwechsel Dezember 2021 | 60 min 20/60 min (Alsfeld–Fulda wochentags) |